# Augusta de Reuss-Ebersdorf
Contesa Augusta Caroline Reuss de Ebersdorf (germană Gräfin Reuß zu Ebersdorf) (19 ianuarie 1757 – 16 noiembrie 1831), a fost prin căsătorie ducesă de Saxa-Coburg-Saalfeld. 

## Familie
A fost al doilea copil din cei șapte ai lui Heinrich XXIV, Conte de Reuss de Ebersdorf și a soției lui Karoline Ernestine de Erbach-Schönberg.
Ebersdorf era centrul pietismului în Turingia și bunicii Augustei erau admiratori ardenți ai acestei mișcări religioase. Mătușa Augustei, contesa Erdmuthe Dorothea Reuss de Ebersdorf, era în strânsă legătură cu Frații Moravi. Acest context explică religiozitatea profundă a Augustei din ultimii ani.

## Căsătoria
Augusta a fost una dintre cele mai frumoase femei a timpului ei. Tatăl ei a comandat pictorului Johann Heinrich Tischbein un portret al Augustei în rol de Artemisia, soția și sora lui Mausolus, constructorul Mausoleului din Halicarnas. 
La Ebersdorf la 13 iunie 1777 Augusta s-a căsătorit cu Franz Frederic Anton, Duce de Saxa-Coburg-Saalfeld, care achiziționase tabloul la de patru ori prețul inițial și care era îndrăgostit de Augusta. Totuși, el a trebuit să se căsătorească cu o rudă, Prințesa Sofia de Saxa-Hildburghausen, cu care era logodit. Prințesa Sofia a murit la șapte luni după nuntă iar ducele a fost liber să ceară mâna iubitei sale. 
În timpul mariajului, Augusta a născut nouă copii soțului ei; unii din ei au jucat un rol important în istoria Europei: Victoria, Ducesă de Kent (mama reginei Victoria) și regele Leopold I al Belgiei.

### Copii
1. Prințesa Sofia Frederica, Contesă von Mensdorff-Pouilly
2. Prințesa Antoinette
3. Marea Ducesă Anna Feodorovna a Rusiei
4. Ernest I, Duce de Saxa-Coburg și Gotha
5. Prințul Ferdinand
6. Victoria, Ducesă de Kent și Strathearn
7. Prințesa Marianne
8. Leopold I al Belgiei
9. Prințul Francisc Maximilian

### Descendenți notabili
Contesa Augusta este bunica multor monarhi importanți ai Europei, inclusiv regina Victoria a Marii Britanii (prin mama ei Victoria) și soțul ei, Prințul Albert (prin tatăl său Ernst), regele consort al Portugaliei Ferdinand al II-lea (prin tatăl său Prințul Ferdinand de Saxa-Coburg și Gotha), împărăteasa Carlota a Mexicului și fratele ei Leopold al II-lea al Belgiei (prin tatăl lor Leopold I care a fost ales rege al belgienilor la 26 iunie 1831).